# Щеголево (Смоленский район)
Щеголево — деревня в Смоленском районе Смоленской области России. Входит в состав Новосельского сельского поселения. 
Расположена в западной части области в 22 км к северо-западу от Смоленска, в 2,5 км северо-восточнее автодороги Р133 Смоленск — Невель, на берегу реки Удра. В 17 км южнее деревни расположена железнодорожная станция Ракитная на линии Москва — Минск. 

## История
В годы Великой Отечественной войны деревня была оккупирована гитлеровскими войсками в июле 1941 года, освобождена в сентябре 1943 года. 